# Naoto Tajima
Naoto Tajima (jap. 田島直人 Tajima Naoto; ur. 15 sierpnia 1912 w Osace, zm. 4 grudnia 1990 w Iwakuni) – japoński lekkoatleta, trójskoczek i skoczek w dal, mistrz i brązowy medalista olimpijski z Berlina z 1936.
Na igrzyskach olimpijskich w 1932 w Los Angeles zajął 6. miejsce w skoku w dal z wynikiem 7,15 m. W 1934 na igrzyskach dalekowschodnich zwyciężył w skoku w dal, a w trójskoku zajął 3. miejsce. W 1936 ukończył studia na Uniwersytecie Kioto. 
Na igrzyskach olimpijskich w 1936 w Berlinie w finale skoku w dal rozgrywanym 4 sierpnia Tajima zdobył brązowy medal skokiem na odległość 7,74 m, przegrywając z Jesse Owensem (8,06 m) i Luzem Longiem (7,87 m).
6 sierpnia rozgrywano finał trójskoku. Tajima objął prowadzenie w 1. kolejce z wynikiem 15,76 m W czwartej kolejce skoczył 16,00 m, co było nowym rekordem świata i zapewniło mu złoty medal.
W 1938 Tajima uzyskał w trójskoku 14,81 m i zakończył karierę zawodniczą. W późniejszych latach był dyrektorem japońskiego związku sportowego.
Jego złoty medal olimpijski, jeśli nie liczyć o 3 dni późniejszego zwycięstwa w biegu maratońskim Koreańczyka Sohn Kee-chunga (który startował w barwach Japonii), był ostatnim japońskim olimpijskim zwycięstwem w lekkoatletyce do czasu wygrania przez Naoko Takahashi biegu maratońskiego na igrzyskach olimpijskich w 2000 w Sydney.
Rekord świata Tajimy poprawił w 1951 Adhemar Ferreira da Silva z Brazylii.